# Paige Spara
Paige Spara (Washington, 8 augustus 1989) is een Amerikaans actrice.

## Biografie
Spara werd geboren in Washington als middelste van drie kinderen. Zij begon op twaalfjarige leeftijd met acteren in een kindertoneelstuk. Hiermee ging zij door op de highschool waar zij in 2008 haar diploma haalde. Hierna nam zij acteerlessen aan theaters in Pittsburgh en New York. Zij studeerde voor twee jaar acteren aan de Point Park University in Pittsburgh, en stapte toen over naar de Marymount Manhattan College in New York waar zij in 2012 haar diploma haalde in theaterwetenschappen.
Spara begon in 2010 met acteren voor televisie in de korte film Prospect Street, waarna zij nog meerdere rollen speelde in films en televisieseries. Zij is vooral bekend van haar rol als Lea in de televisieserie The Good Doctor (2017-heden).

## Filmografie

### Films
Uitgezonderd korte films. 
- 2020 She's in Portland - als Mallory
- 2017 Home Again - als barkeeper
- 2015 Audition - als vrouw / haarzelf

### Televisieseries
Uitgezonderd eenmalige gastoptredens. 
- 2017-2024 The Good Doctor - als Lea - 82+ afl.
- 2015 Kevin from Work - als Audrey - 10 afl.